# Pierre Jodogne
Pour les articles homonymes, voir Jodogne.
Pierre Jodogne, né le 27 juin 1936 à Tellin (Belgique, province du Luxembourg), est un philologue romaniste, italianiste, spécialiste de la Renaissance.

## Biographie
Son père, Omer Jodogne, linguiste et philologue médiéviste, était professeur à l’université catholique de Louvain.
Pierre Jodogne est « dottore in lettere » de l’université de Bologne (1959) et docteur en philosophie et lettres de l’université catholique de Louvain (1968). Il a un baccalauréat spécial en philosophie de l’UCL (1961) et une licence spéciale en Histoire du christianisme de l’université libre de Bruxelles (1968).
Il a été le collaborateur assidu de Franco Simone (Turin, Studi Francesi), de François Masai (Bruxelles-Paris, Scriptorium) et de Raffaele Spongano (Bologne, Studi e Problemi di Critica testuale). Après le décès de François Masai, il a présidé le Centre International de Codicologie, de 1981 à 1990. Il a enseigné la langue et la littérature italiennes comme chargé de cours, à l’université libre de Bruxelles (1974-1989), puis, comme professeur ordinaire, à l’université de Liège (1988-2001). Élu correspondant de l’Académie royale de Belgique en 1991 et membre en 1997, il fut le délégué de cette Académie à l’Union académique internationale de 1998 à 2020.
Ses travaux de philologie et d’histoire littéraire concernent principalement des écrivains français ou italiens de la Renaissance : Jean Lemaire de Belges, Antonio Alamanni, Leon Battista Alberti et François Guichardin. Son premier ouvrage monographique est Jean Lemaire de Belges, écrivain franco-bourguignon (1972), écrivain dont il a souligné la culture humaniste à l’orée de la Renaissance et les intérêts pour les beaux-arts.
En 1976, Armando Saitta, président de l’« Istituto storico italiano per l’età moderna e contemporanea » de Rome, l’a chargé de l’édition critique de la correspondance de François Guichardin (1483-1540). Les dix premiers volumes des Lettere ont été publiés par cet Institut, de 1986 à 2008.
Admis à la retraite en 2001, il a entrepris des recherches autour d’Edmond d’Hoffschmidt de Resteigne, dit l’Ermite (1777-1861), figure de la Famenne, dont il a, notamment, publié la correspondance. Pour entretenir la mémoire de ce personnage et stimuler les recherches qui le concernent, il a fondé en 2002 l’Association des « Amis de l’Ermite de Resteigne » et créé L’ermitage, recueil annuel d’études sur l’Ermite et son entourage.
Pierre Jodogne a par ailleurs publié chez Émile Van Balberghe, de 1981 à 1998, six recueils de poésie.
Il a épousé, en 1963, Michèle Maitron, née à Paris, dont il a deux fils, Thomas et Simon.

### Principaux ouvrages scientifiques
- Jean Lemaire de Belges, écrivain franco-bourguignon, Bruxelles, Palais des Académies, 1972, XIV-535 p.
- Antonio Alamanni, Commedia della Conversione di Santa Maria Maddalena, Edizione critica. Bologne, Commissione per i testi di lingua, 1977, LXIV-154 p.
- François Guichardin, Le Lettere. Edizione critica. Rome, Istituto storico italiano per l'età moderna e contemporanea, 1986-2008, 10 volumes parus.
- Entre Italie et Pays-Bas méridionaux, Le « Libro de memoria » de la famille Cassina (1576-1650), Bruxelles, Académie royale de Belgique, 2002, 453 p.
- Edmond d’Hoffschmidt de Resteigne, Correspondance, Édition critique et annotée. Bruxelles, Académie royale de Belgique, 2006, 789 p.
- Edmond d’Hoffschmidt de Resteigne, dit l’Ermite (1777-1961). Une vie singulière, Bruxelles, Académie royale de Belgique, 2018, 284 p.,

### Ouvrages littéraires
- L'Ermite de Resteigne (récit), Bruxelles, Emile Van Balberghe, 1981, 65 p.
- Monsieur de Resteigne. Conversations privées,  Han sur Lesse, Pierre Lannoy, 2016.
- Recueils poétiques parus chez Émile Van Balberghe : Osselets, 1981 ; Osselets II, 1982 ; Neumes, 1985 ; Lunaires, 1986 ; Liernes, 1987, Merrains, 1990 ; Décans, 1993 ; Chenets, 1998.